# Lucimara da Silva
Lucimara da Silva (Lucimara Silvestre da Silva; * 10. Juli 1985 in Lucélia, Bundesstaat São Paulo) ist eine ehemalige brasilianische Siebenkämpferin.
2007 siegte sie bei den Leichtathletik-Südamerikameisterschaften in São Paulo und gewann außerdem Bronze im 100-Meter-Hürdenlauf. Einer Bronzemedaille bei den Panamerikanischen Spielen in Rio de Janeiro folgte ein 31. Platz bei den Leichtathletik-Weltmeisterschaften in Osaka.
Bei den Olympischen Spielen 2008 in Peking kam sie auf Rang 17 und stellte mit 6076 Punkten einen Südamerikarekord auf.
2009 wurde ihr die Goldmedaille bei den Südamerikameisterschaften in Lima aberkannt, nachdem eine kurz zuvor durchgeführte Dopingkontrolle ein positives Ergebnis für Erythropoetin (EPO) ergeben hatte. Wegen dieses Verstoßes gegen die Dopingbestimmungen wurde eine zweijährige Sperre verhängt.
2011 siegte sie bei den Panamerikanischen Spielen in Guadalajara und verbesserte dabei ihren Kontinentalrekord.

## Persönliche Bestleistungen
- Siebenkampf: 6160 Punkte, 10. Juni 2012, Barquisimeto
- 100 m Hürden: 13,28 s, 28. Juni 2012, São Paulo